# For You (album de Prince)
For You este albumul de debut al artistului american Prince, lansat pe 7 aprilie 1978 prin Warner Bros. Records. Albumul a fost lansat cu câteva luni înainte ca Prince să împlinească vârsta de douăzeci de ani.
Albumul avea eticheta ce avea să devină clasică, „produs, aranjat, compus și interpretat de Prince”. Prince a compus toate melodiile și a cântat la toate cele 27 de instrumente care se regăsesc în piesele de pe acest album.

## Ordinea pieselor pe disc
Side One
1. "For You" (1:06)
2. "In Love" (3:38)
3. "Soft and Wet" (Prince, Chris Moon) (3:01)
4. "Crazy You" (2:17)
5. "Just as Long as We're Together" (6:24)

The Other Side
1. "Baby" (3:09)
2. "My Love is Forever" (4:09)
3. "So Blue" (4:26)
4. "I'm Yours" (5:01)